# 奥勒·努丁
奥勒·努丁（瑞典語：Olle Nordin，1949年11月23日—），瑞典男子足球运动员，场上位置是中场。他曾代表瑞典国家队参加1978年国际足联世界杯，结果队伍止步小组赛阶段。